# Comunicazione unica d'impresa
La comunicazione unica d'impresa è l'unica modalità possibile per depositare l'iscrizione di una nuova impresa o le variazioni di imprese già esistenti, dal 1º aprile 2010, tutte le imprese (individuali e società), per presentare le proprie domande di iscrizione e variazione destinate a
- Registro delle imprese (tutti gli adempimenti)
- Inps (Arco, DM68, DA)
- Inail (iscrizione, modifica, cancellazione - Modello/riq. A-B-C-D)
- Agenzia delle entrate (apertura, modifica, cessazione PARTITA IVA)
- Albo delle imprese artigiane
- al Ministero del Lavoro (albo cooperative)

devono utilizzare la comunicazione unica, il nuovo strumento (introdotto dall'art. 9 della legge 40/2007) che permette di presentare le domande e denunce di competenza di tutti gli enti coinvolti, attraverso un unico deposito al Registro delle Imprese, da effettuare esclusivamente con modalità telematica e con la firma digitale.
La ricevuta rilasciata dopo la compilazione della modulistica vale come titolo per l'inizio attività.
Importante: la Regione Lombardia ha stabilito l'obbligo della comunicazione unica anche per la presentazione delle domande all'Albo delle imprese artigiane.

## Gli adempimenti anagrafici soggetti alla comunicazione unica
- INPS artigiani (Regione lombardia) -Iscrizioni, modifiche e cancellazioni di titolari, soci e collaboratori familiari lavoranti nell'impresa artigiana
- INPS commercianti- Iscrizioni, modifiche e cancellazioni di titolari, soci e collaboratori familairi lavoranti in imprese esercenti attività commerciali
- INPS DM - Iscrizioni, modifiche e cancellazioni all'INPS di imprese che assumono dipendenti
- INPS DA - Iscrizione all'INPS di imprese agricole con manodopera
- INPS-cd1 -Iscrizione all'INPS dei coltivatori diretti. Per l'iscrizione, la variazione e le cancellazioni degli imprenditori agricoli a titolo professionale (IAP) e per i coltivatori diretti la comunicazione unica è obbligatoria dal 30 aprile 2010 (circolare INPS del 26 marzo 2010)
- INAIL -Iscrizioni modifiche e cancellazioni all'INAIl delle posizioni assicurative territoriali (p.a.t.)
- Agenzia delle Entrate - Iscrizioni, modifiche e cancellazioni all'Agenzia delle Entrate

## Istruzioni sul software
Il software necessario all'invio per le ditte individuali è starweb o ComUnica, per le società è Fedra 6.5 e software di ComUnica, reperibile presso il sito del Registro Imprese.
si ricorda che in sede di prima iscrizione le società dovranno preventivamente ed autonomamente dotarsi di un indirizzo di posta elettronica certificata (PEC), ai sensi dell'articolo 16 della Legge 2/2009.
L'iscrizione della PEC nel Registro Imprese è obbligatoria per le società di nuova costituzione, avverrà quindi tramite compilazione dell'apposito campo presente nella modulistica Fedra (riquadro 5 del modello S1), mentre l'indirizzo di PEC specificato nel modulo ComUnica sarà utilizzato unicamente per l'inoltro delle ricevute del procedimento.
Le imprese individuali possono invece richiedere l'assegnazione della casella PEC gratuitamente e contestualmente all'invio di qualunque pratica di Comunicazione Unica.